# Кручинский, Генрих Владиславович
Генрих Владиславович Кручинский (бел. Генрых Уладзіслававіч Кручынскі, 14 июля 1923, с. Каменный Брод Володарского района Житомирской области — 10 мая 2006, Минск) — советский и белорусский стоматолог-хирург, доктор медицинских наук, Заслуженный деятель науки БССР, профессор. Старший лейтенант медицинской службы.

## Биография
Родился в польской семье. Среднюю школу окончил в г. Немирове Винницкой области в 1941 году. Во время Второй мировой войны эвакуирован в Кызыл, где работал на шахте. В 1943 году направлен в Рязань, где формировалась 1-я польская пехотная дивизия имени Тадеуша Костюшко. Принимал участие в боях вплоть до окончания войны, был тяжело ранен, позже демобилизован.
В 1950 году окончил Киевский медицинский стоматологический институт. Работал врачом-стоматологом районной поликлиники г. Залоговая Черновицкой области (1950—1954 гг). Учился в аспирантуре Центрального института повышения квалификации врачей. По конкурсу зачислен старшим научным сотрудником Одесского НИИ стоматологии в клинику челюстно-лицевой хирургии (1958). Избран заведующим хирургическим отделением Московского института врачебной косметики (1959—1963).
После организации Центрального НИИ стоматологии работал учёным секретарем, с 1963 г., переведен на должность старшего научного сотрудника отдела хирургической стоматологии этого же института (1971—1979). Избранный в 1979 г. на должность заведующего кафедрой стоматологии БелДИУУ, которая в 1977 г. переименована в кафедру хирургической стоматологии. В 1991 г. по личной просьбе переведен на должность профессора кафедры, работал до 1993 г.
Ученая степень кандидата медицинских наук присуждена в Москве (1958), доктора медицинских наук — в 1971 г. (тема «Врождённые уродства, аномалии ушной раковины и методы их исправления», в звании профессора утвержден в 1973 г.

## Научная деятельность
Основные направления научной деятельности охватывают новые способы пластики носа, ушной раковины, ротовой полости, остеосинтеза челюсти и разработки инструментов, за что получил 30 авторских свидетельств.
Автор 250 статей, опубликованных в отечественных и зарубежных (более тридцати) изданиях, в том числе Чехословакии — 12, США — 9, в Польше — 6. Соавтор многих других публикаций и 12 кандидатских диссертаций.
- Восстановительные операции на лице после волчанки. Москва, Медгиз, 1961.
- Редкие врождённые синдромы лица и челюстей: (В границах первой и второй жаберных дуг). Минск, Беларусь, 1974.
- Пластика ушной раковины. Москва, Медицина, 1975.
- Сложные трансплантаты в пластической хирургии лица. Минск, Беларусь, 1978.
- Одонтогенный верхнечелюстной синуит. Минск, Вышэйшая школа, 1991 (с В. И. Филиппенко).

## Награды
- Орден Отечественной войны II степени (6 апреля 1985),
- Орден Красной Звезды (12 июня 1968),
- польский «Крест За битву под Ленино»,
- Грюнвальдский знак
- польская боевая медаль «Заслуженным на поле Славы»
- золотая медаль «Поляки в рядах Красной Армии»,
- польская медаль «За Одру, Нису и Балтику»
- Медаль «За Варшаву 1939—1945»
- Медаль Победы и Свободы
- также 20 медалей СССР и Польши, медаль «Изобретатель СССР».